# Heimatstube Langendreer
Die Heimatstube Langendreer ist ein Museum im Bochumer Stadtteil Langendreer. Es wurde 1995 eröffnet und befindet sich Untergeschoss des alten Amtshauses. Die Sammlung wurde von Friedhelm Vielstich und Heinz-Richard Gräfe gegründet. Sie umfasst über 1000 Exponate wie Fotos, Dokumente, Fahnen, Uniformen und weitere Ausstellungsstücke über die historische Entwicklung der ehemaligen Gemeinden und heutigen Stadtteile Langendreer und Werne.
Es wurden zwei Bücher herausgegeben über den Bergbau in alten Darstellungen und die Harpener Bergbau AG.